# Пропорційний циркуль
Пропорці́йний ци́ркуль — інструмент для зміни відрізків у деякому відношенні, а також для поділу відрізків на рівні частини.
Складається з двох пластинок із загостреними кінцями, з'єднаних рухомим шарніром. При закріпленому шарнірі відношення відстаней між кінцями циркуля по обидва боки від шарніра залишається незмінним і рівним відношенню відстаней від кінців кожної пластини до шарніра для будь-яких розхилів пропорційного циркулю. Змінюючи положення шарніра, міняють відношення довжин ніжок і, отже, відношення віддалей між їхніми кінцями. Наприклад якщо помістити шарнір на відстані 1/3 від одних кінців і 2/3 від інших, то усі відрізки циркуля з одного боку будуть в 2 рази більші (менші) ніж з іншого.
Пропорційний циркуль використовують при різних видах креслярських робіт.